# Khmost
Khmost (tiếng Nga: Хмость) là một sông chảy qua các huyện Dukhovshchinsky, Smolensky, và Kardymovsky của tỉnh Smolensk, Nga, là một phụ lưu hữu ngạn của sông Dnepr. Chiều dài của sông là 135 kilômét (84 mi), và diện tích lưu vực là 636 kilômét vuông (246 dặm vuông Anh). Khu định cư Kardymovo nằm gần cửa sông.
Đầu nguồn sông nằm trên cao nguyên Dukhovshchinsky ở phía nam làng Bobyli trong huyện Dukhovshchinsky. Cửa sông nằm ở vùng đầm lầy, xa khu đông dân cư. Vùng bãi bồi của sông có nhiều đầm lầy, đất bùn lầy. Các chi lưu (tổng số 46): tả ngạn - Moshna, Krupitsa, Babinka; hữu ngạn - Olshanka (Alder) và phụ lưu của nó là Terekhinka.
Vào thời cổ đại, giữa nguồn của Khmost và nguồn của Zherespeya (lưu vực sông Tây Dvina, cách nhau khoảng 2 km) có trung chuyển đường bộ, là một phần của tuyến đường giao thương giữa người Varangia với người Hy Lạp. Trong Thế chiến II, vào tháng 7 năm 1943, Bộ chỉ huy Đức lập ra một trong các tuyến phòng thủ dọc theo bờ sông Khmost.
Một nhà máy thủy điện có công suất 200 kW đã được xây dựng trên sông ở huyện Kardymovsky.